# 多烏巴亞澤特

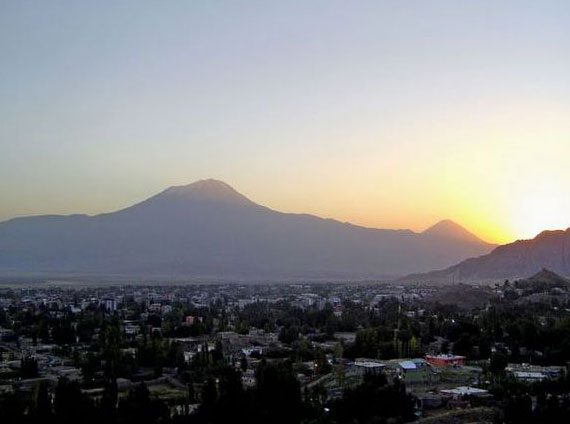

多烏巴亞澤特是土耳其的城鎮，由阿勒省負責管轄，位於該國東部，距離首府阿勒93公里，毗鄰與伊朗接壤的邊境，海拔高度1,625米，2008年人口66,423。
39°33′N 44°05′E / 39.550°N 44.083°E